# Monte Isel
Il monte Isel (Bergisel in tedesco) è un rilievo di 746 m di altitudine che si trova alle pendici dell'Axamer Lizum, nella zona di Wilten, un quartiere di Innsbruck, in Austria, nei pressi del punto in cui il fiume Sill (Alta Valle Isarco) incontra la valle dell'Inn.

## Storia

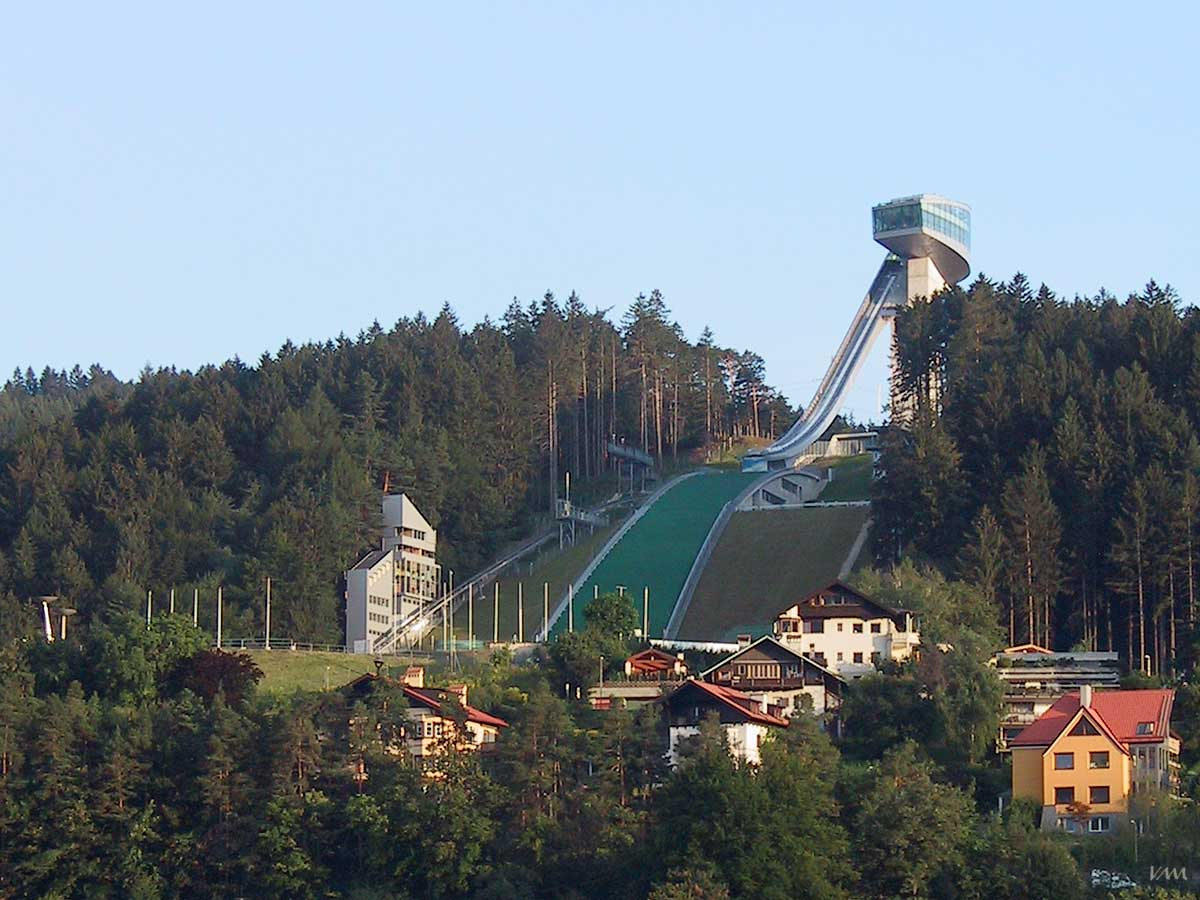
Vista da nord del trampolino Bergisel per il salto con gli sci che sorge sulla sommità del pendio.

Nella zona risultano insediamenti umani risalenti all'Era Glaciale.
Nel 1809 il monte Isel fu il teatro di quattro battaglie, che videro l'insurrezione dei tirolesi (italiani ed austriaci), sotto il comando di Andreas Hofer, nei confronti del Regno di Baviera, coalizzato con le truppe napoleoniche. Nel 1892 fu eretto un monumento ad Andreas Hofer per commemorare le battaglie.
Dal 1952 il monte Isel ospita una tappa del Torneo dei quattro trampolini. In occasione dei Giochi olimpici invernali del 1964 venne realizzato il trampolino del Bergisel (Bergiselschanze in tedesco) per sostituire una vecchia struttura più piccola. Fu utilizzato anche per i Giochi Olimpici invernali del 1976. Una nuova rampa, progettata da Zaha Hadid, è stata inaugurata nel 2003.
Sia il tracciato della ferrovia sia quello dell'autostrada del Brennero presentano una galleria sotto il monte Isel. Può essere raggiunto attraverso la ferrovia della Stubaital da Innsbruck, uscendo alla stazione di Sonnenburgerhof, o con la tranvia 1 dalla stazione dedicata.

## Etimologia del nome tedesco
Sull'etimologia del nome tedesco Bergisel ci sono alcune ipotesi. Bergisel indicava un tempo l'intero pendio tra il fiume Sill e il quartiere Mentlberg di Innsbruck. Secondo il linguista e cartografo Karl Finsterwalder il termine Bergisel deriverebbe da mons Burgusium. Anche l'autore Eduard Widmoser conferma che mons Burgusium, attestato nel 1140, sarebbe diventato Purguses nel 1267, Purgusels nel 1305, Purgüsels nel 1357 e infine Bergisel. Secondo la ricerca più recente sarebbe attestato anche il nome mons Burgusinus, contenuto in un documento per l'abbazia di Wilten, redatto solamente nella seconda metà del Duecento ma retrodatato al 1140.